# Marc Richter
Marc Richter (ur. 27 marca 1972 w Westerstede) – niemiecki aktor filmowy i telewizyjny.

## Wybrana filmografia

### Filmy fabularne
- 1996: Zabójczy kondom (Kondom des Grauens) jako Billy
- 1998: Caipiranha - Vorsicht, bissiger Nachbar! jako Karsten Grabowski
- 2001: Stacja końcowa (Endstation Tanke) jako Josche
- 2002: Erste Ehe jako Heiner
- 2004: Die Boxerin jako Ali

### Seriale TV
- 1999: Im Namen des Gesetzes jako Horst Steinhäuser
- 1999: Die Strandclique jako Niklas
- 2000: Komisarz Rex (Kommissar Rex) - odc. Z zimną krwią (Eiskalt) jako hokeista Harald Seiz
- 2002: Kobra – oddział specjalny (Alarm für Cobra 11) - odc. Falsches Spiel jako Max Seefeld
- 2003: SOKO Leipzig jako Steffen Rathke
- 2004: Die Geschichte Mitteldeutschlands jako Fryderyk II Hohenstauf
- 2005: Tatort (Miejsce zbrodni) - odc. Scheherazade jako Helfer von Krauss
- 2005: In aller Freundschaft jako Rick Huth
- 2007: Alles was zählt jako Robin van Kampen
- 2009: Da kommt Kalle jako Marc Arnold
- 2010: SOKO München jako Lutz Lenz
- 2010: Kobra – oddział specjalny (Alarm für Cobra 11) - odc. Für das Leben eines Freundes jako poplecznik Zieglera
- 2012: MEK 8 jako Mick Reiter